# Laurent Groppi
Laurent Groppi (ur. 19 stycznia 1983 roku w Thonon-les-Bains) – francuski kierowca wyścigowy.

## Kariera
Groppi rozpoczął karierę w wyścigach samochodowych w 2001 roku od startów we Francuskiej Formule Renault, gdzie jednak nie był klasyfikowany. W późniejszych latach pojawiał się także w stawce Francuskiej Formuły Renault Campus (mistrz w 2002 roku), Niemieckiej Formuły Renault, Europejskiego Pucharu Formuły Renault 2.0, 24h Le Mans, Francuskim Pucharze Porsche Carrera, Le Mans Series, French GT Championship (wicemistrz w 2007 i 2009 roku, mistrz w 2010) oraz FIA GT1 World Championship.